# Järvenpään Palloseura
Järvenpään Palloseura is een Finse voetbalclub uit Järvenpää, net ten noorden van de hoofdstad Helsinki. De club werd in 1947 opgericht en heeft blauw en wit als traditionele kleuren. In het Fins wordt de club meestal als JäPS aangeduid.

## Geschiedenis
Na de oprichting groeide JäPS van een kleine dorpsclub naar een grote voetbalvereniging met duizend leden. Daarmee behoort het tot de grotere voetbalverenigingen in Finland. 
De club kwam meestal uit in de Kakkonen en de Kolmonen, in de hogere amateurreeksen. In 2021 lukte het om promotie te bewerkstelligen naar de Ykkönen, het tweede voetbalniveau. Dit gebeurde na het behalen van het kampioenschap in de Kakkonen. In 2024 gaat de tweede klasse verder onder de naam Ykkösliiga.